# 瓦尔德地区利希特瑙
瓦尔德地区利希特瑙是奥地利下奥地利州克雷姆斯兰县的一个市镇。总面积58.36平方公里，总人口2032人，人口密度34.8人/平方公里（2005年）。